# Massimiliano Favo
Massimiliano Favo (Napoli, 10 dicembre 1966) è un allenatore di calcio ed ex calciatore italiano, di ruolo centrocampista, commissario tecnico della nazionale Under-18 italiana.

## Biografia
È sposato e ha due figli.

## Caratteristiche tecniche

### Giocatore
Era un regista.

## Carriera

### Giocatore
Conta 10 presenze in Serie A con il Napoli.
Ha poi giocato in Serie B con Palermo (dopo aver vinto un campionato di Serie C1 e di cui è anche stato capitano), Ascoli, Lucchese e Ancona.

### Allenatore
Dopo aver allenato per due stagioni la primavera dell'Ascoli, per la stagione 2007-2008 allena il Giulianova ma non finisce la stagione in quanto dà le dimissioni. Da metà della stagione 2008-2009 ha allenato la Viterbese in Serie D raggiungendo e vincendo i play-off del girone.
Nel luglio del 2010 ha ottenuto il Master a Coverciano, risultando primo. Nella stagione 2010-2011 allena l'Atletico Trivento in Serie D subentrato a novembre all'allenatore Farina, e raggiunge la salvezza con 16 risultati utili di fila. Il 18 maggio 2011 la società rende nota la rescissione consensuale del contratto. Due giorni dopo viene ingaggiato dall'Ancona, a partire dalla stagione 2011-2012. Il 27 novembre viene esonerato dopo aver subito una rimonta di due reti dal Riccione, secondo in classifica con nove vittorie, due pareggi e due sconfitte. Viene richiamato l'anno successivo, raggiungendo i play-off, negati poi dalla giustizia sportiva per il caso Bellucci (tesseramento irregolare del calciatore Bellucci.
Il 18 settembre 2013 diventa allenatore della Maceratese, subentrando a Guido Di Fabio dopo la sconfitta contro la Civitanovese. Debutto in panchina vincendo per 1-0 sul Celano. Il 4 marzo 2014, dopo la vittoria sul campo dell'Olympia Agnonese, viene esonerato per divergenze con la società, con lo stesso Di Fabio che viene richiamato alla guida della squadra biancorossa. Il 30 luglio 2014 viene ingaggiato dal Taranto, con Michele Califano come vice; viene esonerato il 19 gennaio 2015, con la squadra al terzo posto e la migliore difesa del girone. Il 3 novembre 2015 diventa il nuovo allenatore del Campobasso in sostituzione dell'esonerato Roberto Cappellacci. Al suo arrivo il Campobasso si trova nei bassifondi della classifica, ma grazie a un grande girone di ritorno riesce a condurre la squadra al terzo posto in classifica, perdendo la finale play-off per 3-2 fuori casa a Fano. A fine stagione non viene confermato ed è sostituito da Raffaele Novelli.
Il 6 febbraio 2017 diventa il nuovo allenatore della Vastese, impegnata nel campionato di Serie D, girone F, conducendo la squadra a una comoda salvezza. Al termine della stagione si conclude la sua esperienza in biancorosso. Il successivo 28 agosto diventa il nuovo allenatore della Paganese, al posto di Salvatore Matrecano dimessosi dopo la prima giornata di campionato persa in casa per 2-0 contro il Bisceglie. Il 26 febbraio 2018, dopo la sconfitta in casa per 1-0 contro la Fidelis Andria, viene esonerato con la squadra a un punto dai play-out.
Il 17 luglio 2025, viene nominato ct della nazionale Under-18 italiana.

## Statistiche

### Statistiche da allenatore

#### Club
Statistiche aggiornate al 26 febbraio 2018.
| Stagione             | Squadra           | Campionato       | Campionato | Campionato | Campionato | Campionato | Coppe nazionali | Coppe nazionali | Coppe nazionali | Coppe nazionali | Coppe nazionali | Coppe continentali | Coppe continentali | Coppe continentali | Coppe continentali | Coppe continentali | Altre coppe | Altre coppe | Altre coppe | Altre coppe | Altre coppe | Totale | Totale | Totale | Totale | % Vittorie | Piazzamento |
| Stagione             | Squadra           | Comp             | G          | V          | N          | P          | Comp            | G               | V               | N               | P               | Comp               | G                  | V                  | N                  | P                  | Comp        | G           | V           | N           | P           | G      | V      | N      | P      | %          | Piazzamento |
| -------------------- | ----------------- | ---------------- | ---------- | ---------- | ---------- | ---------- | --------------- | --------------- | --------------- | --------------- | --------------- | ------------------ | ------------------ | ------------------ | ------------------ | ------------------ | ----------- | ----------- | ----------- | ----------- | ----------- | ------ | ------ | ------ | ------ | ---------- | ----------- |
| lug.-ott. 2007       | Giulianova        | C2               | 8          | 1          | 3          | 4          | CI-C            | 4               | 0               | 1               | 3               | -                  | -                  | -                  | -                  | -                  | -           | -           | -           | -           | -           | 12     | 1      | 4      | 7      | &8,33      | Eson.       |
| dic. 2008-2009       | Viterbese         | D                | 19+2       | 9+2        | 7          | 3          | CI-D            | -               | -               | -               | -               | -                  | -                  | -                  | -                  | -                  | -           | -           | -           | -           | -           | 21     | 11     | 7      | 3      | 52,38      | Sub., 3º    |
| 2009-feb. 2010       | Viterbese         | D                | 21         | 6          | 10         | 5          | CI+CI-D         | 1+2             | 0+1             | 0+0             | 1+1             | -                  | -                  | -                  | -                  | -                  | -           | -           | -           | -           | -           | 24     | 7      | 10     | 7      | 29,17      | Eson.       |
| Totale Viterbese     | Totale Viterbese  | Totale Viterbese | 42         | 17         | 17         | 8          |                 | 3               | 1               | 0               | 2               |                    | -                  | -                  | -                  | -                  |             | -           | -           | -           | -           | 45     | 18     | 17     | 10     | 40,00      |             |
| nov. 2010-2011       | Atletico Trivento | D                | 24         | 8          | 11         | 5          | CI-D            | -               | -               | -               | -               | -                  | -                  | -                  | -                  | -                  | -           | -           | -           | -           | -           | 24     | 8      | 11     | 5      | 33,33      | Sub., 11º   |
| lug.-nov. 2011       | Ancona            | D                | 13         | 9          | 2          | 2          | CI-D            | 3               | 2               | 0               | 1               | -                  | -                  | -                  | -                  | -                  | -           | -           | -           | -           | -           | 16     | 11     | 2      | 3      | 68,75      | Eson.       |
| dic. 2012-2013       | Ancona            | D                | 18         | 7          | 4          | 7          | CI-D            | -               | -               | -               | -               | -                  | -                  | -                  | -                  | -                  | -           | -           | -           | -           | -           | 18     | 7      | 4      | 7      | 38,89      | Sub., 7º    |
| Totale Ancona        | Totale Ancona     | Totale Ancona    | 31         | 16         | 6          | 9          |                 | 3               | 2               | 0               | 1               |                    | -                  | -                  | -                  | -                  |             | -           | -           | -           | -           | 34     | 18     | 6      | 10     | 52,94      |             |
| sett. 2013-mar. 2014 | Maceratese        | D                | 22         | 11         | 8          | 3          | CI-D            | 1               | 0               | 0               | 1               | -                  | -                  | -                  | -                  | -                  | -           | -           | -           | -           | -           | 23     | 11     | 8      | 4      | 47,83      | Sub., Eson. |
| 2014-gen. 2015       | Taranto           | D                | 19         | 9          | 7          | 3          | CI+CI-D         | 1+1             | 0+0             | 0+0             | 1+1             | -                  | -                  | -                  | -                  | -                  | -           | -           | -           | -           | -           | 21     | 9      | 7      | 5      | 42,86      | Eson.       |
| nov. 2015-2016       | Campobasso        | D                | 24+2       | 13+1       | 9          | 2+1        | CI-D            | -               | -               | -               | -               | -                  | -                  | -                  | -                  | -                  | -           | -           | -           | -           | -           | 26     | 14     | 9      | 3      | 53,85      | Sub., 3º    |
| feb.-giu. 2017       | Pro Vasto         | D                | 12         | 4          | 1          | 7          | CI-D            | -               | -               | -               | -               | -                  | -                  | -                  | -                  | -                  | -           | -           | -           | -           | -           | 12     | 4      | 1      | 7      | 33,33      | Sub., 8º    |
| ago. 2017-feb. 2018  | Paganese          | C                | 25         | 5          | 8          | 12         | CI+CI-C         | 0+3             | 0+2             | 0+1             | 0+0             | -                  | -                  | -                  | -                  | -                  | -           | -           | -           | -           | -           | 28     | 7      | 9      | 12     | 25,00      | Sub., Eson. |
| Totale carriera      | Totale carriera   | Totale carriera  | 209        | 85         | 70         | 54         |                 | 16              | 5               | 2               | 9               |                    | -                  | -                  | -                  | -                  |             | -           | -           | -           | -           | 225    | 90     | 72     | 63     | 40,00      |             |

#### Nazionale
| Squadra     | Naz               | dal            | al             | Record | Record | Record | Record     | Record | Record | Record | Record |
| G           | V                 | N              | P              | GF     | GS     | DR     | % Vittorie |        |        |        |        |
| ----------- | ----------------- | -------------- | -------------- | ------ | ------ | ------ | ---------- | ------ | ------ | ------ | ------ |
| Italia U-15 | Italia (bandiera) | 1º agosto 2021 | 3 agosto 2023  | 21     | 15     | 1      | 5          | 61     | 28     | +33    | 71,43  |
| Italia U-17 | Italia (bandiera) | 4 agosto 2023  | 17 luglio 2025 | 42     | 26     | 7      | 9          | 102    | 64     | +38    | 61,90  |
| Italia U-18 | Italia (bandiera) | 17 luglio 2025 | in corso       | 0      | 0      | 0      | 0          | 0      | 0      | +0     | —      |
| Totale      | Totale            | Totale         | Totale         | 63     | 41     | 8      | 14         | 163    | 92     | +71    | 65,08  |

## Palmarès

### Giocatore

#### Club

##### Competizioni giovanili
- Campionato Allievi Nazionali: 1

Napoli: 1983-1984

##### Competizioni nazionali
- Campionato italiano Serie C1: 1

Palermo: 1992-1993 (girone B)
- Coppa Italia Serie C: 1

Palermo: 1992-1993

### Allenatore

#### Nazionale
- Campionato d'Europa Under-17: 1

Cipro 2024

#### Individuale
- Panchina d'oro: 1

Premio speciale: 2025